# Open de Russie (taekwondo)
L’Open de Russie est une compétition de taekwondo organisée annuellement par l'Union russe de Taekwondo.
Ce tournoi est un événement majeur dans le calendrier mondial du fait de son label « WTF-G1 »[C'est-à-dire ?].

## Lieu des éditions
| Moscou       |
| Tcheliabinsk |

## Palmarès hommes
| WTF-G1 | WTF-G1            | WTF-G1            | WTF-G1             | WTF-G1             | WTF-G1              | WTF-G1                 | WTF-G1            | WTF-G1          |
| Année  | -54 kg            | -58 kg            | -63 kg             | -68 kg             | -74 kg              | -80 kg                 | -87 kg            | +87 kg          |
| ------ | ----------------- | ----------------- | ------------------ | ------------------ | ------------------- | ---------------------- | ----------------- | --------------- |
| 2015   | Jack Woolley      | Mikhail Artamonov | Sergey Lupeta      | Vladimir Dalakliev | Maksim Khramtcov    | Milad Beigi Harchegani | Vladislav Larin   | Oleg Kuznetsov  |
| 2014   | Mikhail Artamonov | Levent Tuncat     | Arman Irgaliev     | Vladimir Dalakliev | Nikita Kriveychenko | Tahir Gülec            | Vladislav Larin   | Volker Wodzich  |
| 2013   | Stanislav Denisov | Zhanat Iskakov    | Aleksandr Kuruskin | Aleksey Denisenko  | Nikita Korotkov     | Maksim Rafalovich      | Jasur Baykuzigyev | Roman Kuznetsov |

| Année | -58 kg         | -68 kg           | -80 kg             | +80 kg          |
| ----- | -------------- | ---------------- | ------------------ | --------------- |
| 2012  | Ruslan Poiseev | Konstantin Minin | Aydemir Shakhbanov | Gleb Babaevskiy |

| Année | -54 kg    | -58 kg            | -63 kg              | -68 kg       | -74 kg      | -80 kg       | -87 kg              | +87 kg          |
| ----- | --------- | ----------------- | ------------------- | ------------ | ----------- | ------------ | ------------------- | --------------- |
| 2011  | Sergey De | Aleksey Denisenko | Alexander Nikiforov | Vladimir Kim | Albert Gaun | Avet Osmanov | Alexander Lunevskiy | Roman Kuznetsov |

## Palmarès femmes
| WTF-G1 | WTF-G1               | WTF-G1         | WTF-G1             | WTF-G1            | WTF-G1                | WTF-G1           | WTF-G1          | WTF-G1          |
| Année  | -46 kg               | -49 kg         | -53 kg             | -57 kg            | -62 kg                | -67 kg           | -73 kg          | +73 kg          |
| ------ | -------------------- | -------------- | ------------------ | ----------------- | --------------------- | ---------------- | --------------- | --------------- |
| 2015   | Regina Sakhautdinova | Kristina Tomic | Tatiana Kudashova  | Martina Zubčić    | Rabia Gülec           | Arina Zhivotkova | Reshmie Oogink  | Olga Ivanova    |
| 2014   | Maria Smirnova       | Yulia Kustova  | Victoria Yakovleva | Tatiana Kudashova | Kristina Prokudina    | Elin Johansson   | Karina Zhdanova | Olga Ivanova    |
| 2013   | Tatiana Savelyeva    | Kim Jae-Ah     | Suvi Mikkonen      | Nikita Glasnovic  | Ekaterina Mitrofanova | Elin Johansson   | Cansel Deniz    | Edines Kurtovic |

| Année | -49 kg           | -57 kg              | -67 kg            | +67 kg       |
| ----- | ---------------- | ------------------- | ----------------- | ------------ |
| 2012  | Ekaterina Pulina | Alexandra Lychagina | Petra Matijasevic | Olga Ivanova |

| Année | -46 kg        | -49 kg        | -53 kg        | -57 kg          | -62 kg              | -67 kg         | -73 kg           | +73 kg          |
| ----- | ------------- | ------------- | ------------- | --------------- | ------------------- | -------------- | ---------------- | --------------- |
| 2011  | Yulia Kustova | Yasmina Aziez | Anna Drozdova | Marlène Harnois | Valeria Khripushina | Farida Azizova | Guzel Abdullaeva | Marina Krasnova |